# Lodia

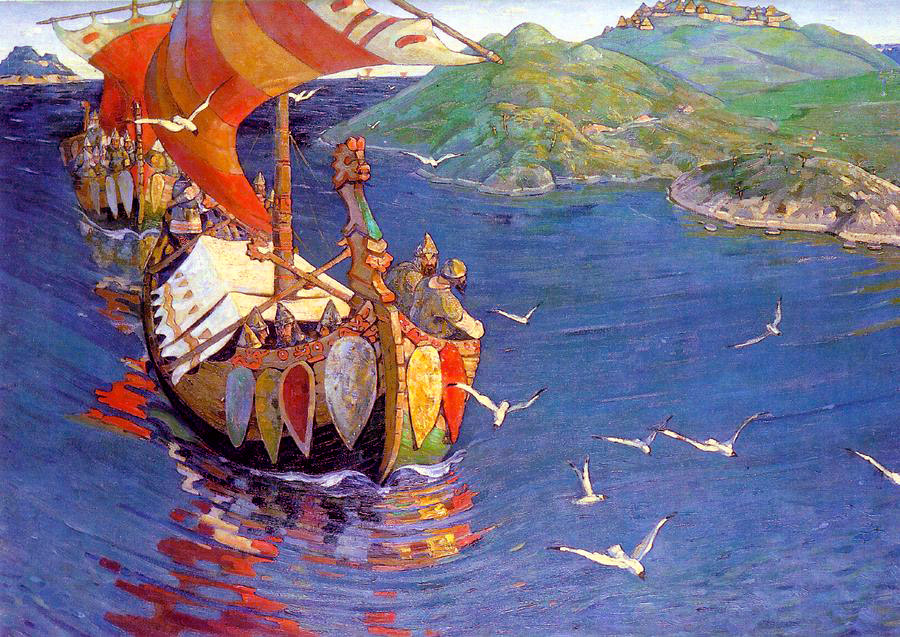
Lodia di variaghi, dipinto di Nikolaj Konstantinovič Roerich

Lodia (in ucraino лодія?, lodija, in russo ладья?, lad'ja) era un'imbarcazione in uso presso gli antichi Rus' e tra i popoli slavi.

## Costruzione
Il tipo di lodia più diffuso tra i Rus' era quella scavata da un tronco di quercia o tiglio massiccio. Veniva utilizzata per la navigazione sui fiumi e i mari, in particolare durante le campagne militari sul Mar Nero e sul Mar Caspio.
Per l'aumento dell'opera morta venivano attaccate le tavole ulteriori.
Sui tratti difficili da percorrere veniva trasportata su ruote o su tronchi.
Una lodia era corredata di remi e di una semplice vela di piccole o medie dimensioni. Era caratterizzata da un assetto insignificante, ciò permetteva di oltrepassare le rapide senza particolari difficoltà.
Sulle lodie impegnate nelle missioni militari si installavano arieti e successivamente anche cannoni.
Una lodia misurava circa 20 metri in lunghezza e circa 3 nel baglio massimo. Sia la poppa che la prua erano appuntiti e tale costruzione permetteva il movimento sia in avanti che indietro senza bisogno di girare la barca. Questo aumentava notevolmente la manovrabilità delle lodie ed era particolarmente utile durante le battaglie navali. 

## Tipi di lodie
- Lodia del Sud aveva la stazza fino a 15 tonnellate e portava da 40 a 60 persone. Veniva prevalentemente utilizzata per brevi viaggi lungo le coste marine o per spostamenti nei fiumi.
- Lodia del Nord o lodia oltremare, era prevalentemente utilizzata per gli spostamenti per lunghi tratti in mare. Aveva un ponte per proteggere rematori e i soldati trasportati.

Nel periodo XIII-XV secolo le lodie arrivavano fino a 25 metri in lunghezza e fino 8 m al baglio massimo, con una stazza che poteva raggiungere le 200 tonnellate e oltre, mentre l'assetto variava da 1,2 a 3 metri. La superficie della vela arrivava fino a 500 m².
All'inizio del XVII secolo la velocità delle lodie era di circa 13 km/ora e la portata di circa 300 tonnellate.
Lo sviluppo della marina sia militare che commerciale richiedeva navi sempre più grandi. Le navi con la chiglia avevano una struttura più affidabile e caratteristiche nautiche migliori, e pertanto la costruzione delle lodie ebbe fine nel XVIII secolo.